# Burg Nuhn
Die Burg Nuhn ist eine abgegangene Höhenburg bei Sachsenberg, einem Stadtteil von Lichtenfels im nordhessischen Landkreis Waldeck-Frankenberg.

## Lage
Nordwestlich der Unteren Butzmühle, etwa einen Kilometer von Sachsenberg entfernt, liegen auf einer 390 m ü. NN hohen Anhöhe, im 19. Jahrhundert Attenberg, heute Großer Burgberg genannt, über dem Nuhnetal die Reste der langgezogenen Burganlage. Durch mehrere Abschnittswälle wird der Höhenrücken unterteilt.

## Geschichte
Von wem und wann genau die Burg erbaut wurde, ist urkundlich nicht überliefert. Möglicherweise handelt es sich um eine altsächsische Anlage aus dem 8. oder 9. Jahrhundert. Um 1242 soll sie im Besitz der Herren von Itter gewesen sein, die hier ein Zisterzienserinnenkloster stifteten, welches aber bereits 1245 nach Frankenberg (siehe Kloster St. Georgenberg) verlegt wurde. Möglicherweise war die Burg später, nach dem Aussterben des Ersten Hauses Itter, Stammsitz der Herren von der Nuhn. Ruppert von der Nuhn wurde 1250 als Burgmann zu Grünberg erwähnt. Die von der Nuhne waren Burgmannen in verschiedenen Diensten und waren wohl ein Zweig derer von Hatzfeld. Das Adelsgeschlecht von Nuhn starb vermutlich im 17. Jahrhundert im Mannesstamm aus.
Es ist nicht bekannt, wann die Burg aufgegeben oder vielleicht zerstört wurde und danach verfiel. Erhalten sind Reste des Wallgrabens und der Abschnittsgräben. Sichtbare Bau- und Mauerreste sind nicht vorhanden.